# 法定代理
法定代理，指基於法律規定而發生的代理，本意為補充非完全行為能力人之作用，而所謂代理，指代理人於代理權限內，以本人(被代理人)名義所為之意思表示，直接對本人發生效力。以代理權之依據為區分共可分為兩大類，其一為即「法定代理」；另一則為「意定代理」，乃係由本人授予代理人代理權，而可藉由代理人行使代理權限所為之法律行為，使本人不必親自而為，但可享有法律關係效果之便。

## 主要類型
民法規定於若干財產性質之法律行為，特定當事人有法定代理的權限或行為效果，約可分為下列三類：
一、在未有完全行為能力的自然人，法律為其設一定資格之人為其代理人，以代其為意思表示，或受領意思表示，對限制行為能力者，則輔以行為之同事，以使無完全行為能力人得以與他人建立法律關係。
- 父母若未被剝奪親權，原則上為未成年子女之法定代理人(中華民國民法第1086條)。
- 監護人為受監護宣告之人之法定代理人(中華民國民法第1098條)。
- 胎兒在仍享有繼承的資格，關於遺產之分割，明定以其母為其代理人(中華民國民法第1166條)。

二、雖然並無行為能力的瑕疵(欠缺或受有限制)，但為解決有時缺席可能有完成法律行為之必要，而設定代理之權限或使其發生代理之效果。
- 夫妻在日常家務的處理上，法律訂夫妻雙方互為彼此的代理人(中華民國民法第1003條)。
- 無人繼承的事件中，可依親屬會議聲請依公示催告程序，定六個月以上之期限公告，以使繼承人得以於期限內承認繼承。該期限內，繼承人承認繼承時，原先所選定的遺產管理人，在繼承人承認繼承前所為之職務上行為，視為繼承人之代理(中華民國民法第1178條)。
- 遺囑執行人有管理遺產，並為執行上必要行為之職務，於此職務所為之行為，視為繼承人之代理(中華民國民法第1215條)。

三、對非自然人卻擁有法律上權利主體人格之法人或團體、企業等，設意思表示之行使主體，為其代理人。
- 經理人，就所任之事務，視為有代理商號為原告或被告或其他一切訴訟上行為之權(中華民國民法第555條)。
- 法人：民法規定，董事就法人一切事務，對外代表法人。董事有數人者，除章程另有規定外，各董事均得代表法人(中華民國民法27條)。在社團法人及財團法人之章程明定代表法人之董事(中華民國民法第48、第61條)，即為法人之法定代理人。

## 效果
法定代理人所為之行為，直接對本人發生效力，權限內容，依法律而定：
- 部分財產上法律行為，無行為能力人須由法定代理人代為意思表示或代受意思表示，限制行為能力人為單獨行為時，須得法定代理人允許，契約行為須得法定代理人同意。但若父母之行為與未成年子女之利益相反，依法不得代理時，法院得依父母、未成年子女、主管機關、社會福利機構或其他利害關係人之聲請或依職權，為子女選任特別代理人(中華民國民法民法第1086條第2項)[1]。
- 未成年人為訂定收養等身分行為，須得法定代理人同意，但婚姻行为除外，由法律规定。[2]，乃為保障其利益而設。
- 法定代理人對本人所為之侵權行為，若其行為時有識別能力，則須與其法定代理人連帶負損害賠償責任。萬一行為時無識別能力者，由其法定代理人負損害賠償責任。除非法定代理人如其監督並未疏懈，或縱加以相當之監督，而仍不免發生損害者，方可主張不負賠償責任。但若被害人因此無法受到損害賠償時，法院因被害人之聲請，得斟酌行為人及其法定代理人與被害人之經濟狀況，令行為人或其法定代理人為全部或一部之損害賠償，故法定代理人有時尚須負衡平責任(中華民國民法第187條)[3]。

## 代理權之消滅
由於代理權之消滅，依其所由授與之法律關係定之。故當法定代理之原因若依法不存在或情況有所變更，如未成年人隨時間成長已成年，或受監護宣告人之監護宣告撤銷，都不再需要法定代理人，此時原先之法定代理人之代理權即因而消滅。

## 註腳
1. ↑  此為仿日本民法第826條第1項而於2007年修法時所增設之規定
2. ↑  陳, 棋炎; 黃, 宗樂; 郭, 振恭. . 台北市: 三民書局. 2013: 400. ISBN 978-957-14-5712-3.
3. ↑  鄭, 玉波. . 台北市: 三民書局. 2017: 130. ISBN 978-957-19-3098-5.
4. ↑  . 德國司法及消費者保護部線上德國民法全文.   [2017年12月31日]. （原始内容存档于2021年1月22日）.